# Christophe-Louis Turpin de Crissé de Sanzay
Pour les articles homonymes, voir Turpin de Crissé.
Christophe-Louis Turpin de Crissé de Sanzay (1670-1746) est un ecclésiastique français, évêque de Rennes puis de Nantes.

## Biographie
Né le 19 septembre 1670 à Sanzay, il est le fils de Louis Turpin de Crissé (-1675), comte de Sanzay, baron d’Autry, colonel d’un régiment de la cavalerie à son nom, et d'Anne-Marie de Coulanges (1639-).
Embrassant une carrière ecclésiastique, il devient le 11 avril 1705 doyen de la basilique Saint-Martin de Tours.
Sacré évêque le 7 août 1711 à Paris, il est nommé évêque de Rennes le 15 mai 1711 et élu le 1er juin 1712. Il prit possession de l'abbaye Sainte-Croix de Quimperlé le 23 avril 1718.
Il fut nommé évêque de Nantes le 17 octobre 1723 et élu le 27 septembre 1724. En 1725, il obtient l'abbaye Notre-Dame de la Chaume de Machecoul.
Il mourut le 29 mars 1746 au château de Chassay à Sainte-Luce-sur-Loire et fut inhumé dans la cathédrale Saint-Pierre-et-Saint-Paul de Nantes.